# اکرو (میسیسیپی)
اکرو (به انگلیسی: Ecru) شهرکی در ایالت میسیسیپی کشور ایالات متحده آمریکا است که جمعیت آن در سرشماری سال ۲۰۱۰ میلادی، ۸۹۵
نفر بوده‌است.